# Aloe jacksonii
Aloe jacksonii là một loài thực vật có hoa trong họ Măng tây. Loài này được Reynolds mô tả khoa học đầu tiên năm 1955.

## Hình ảnh

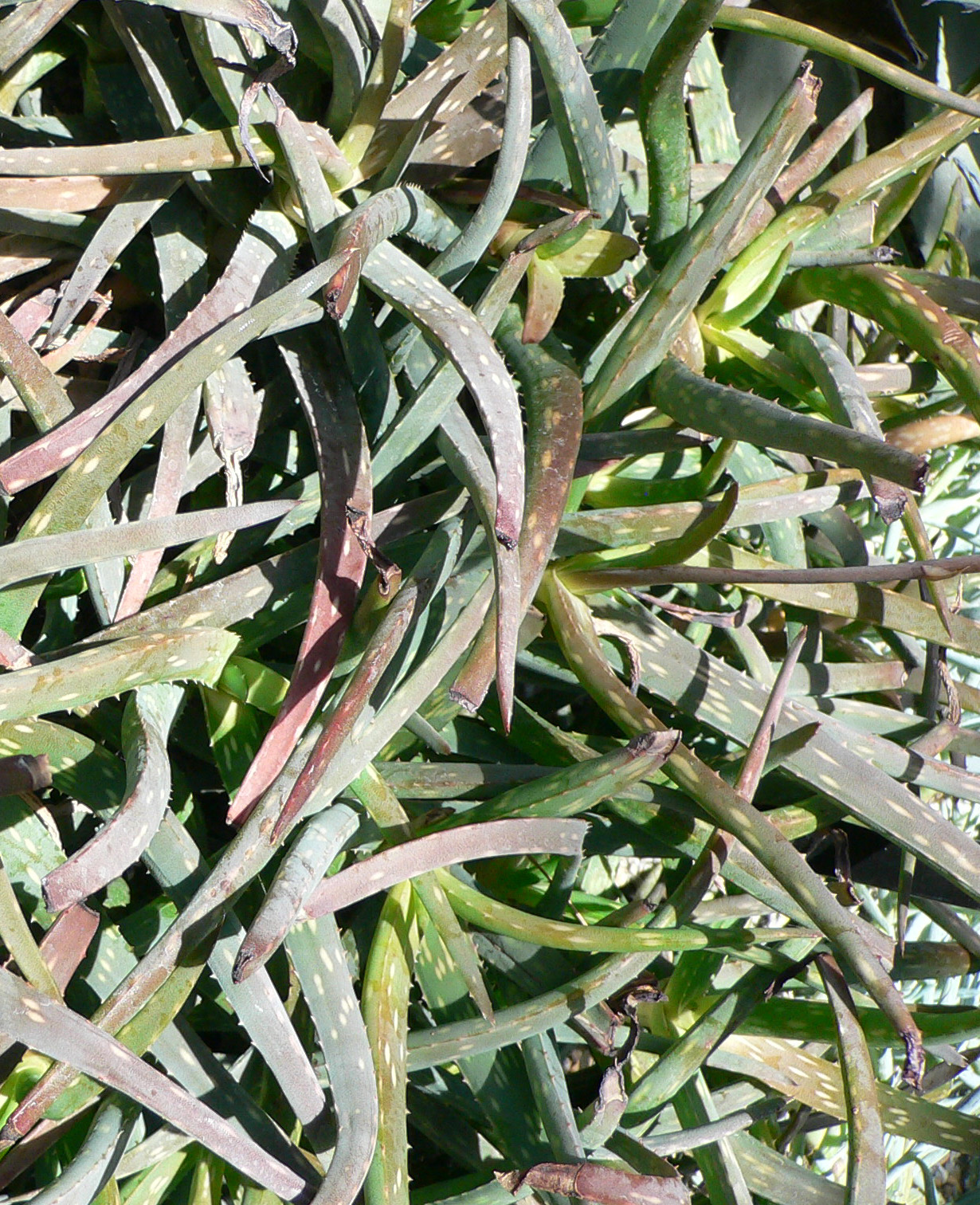
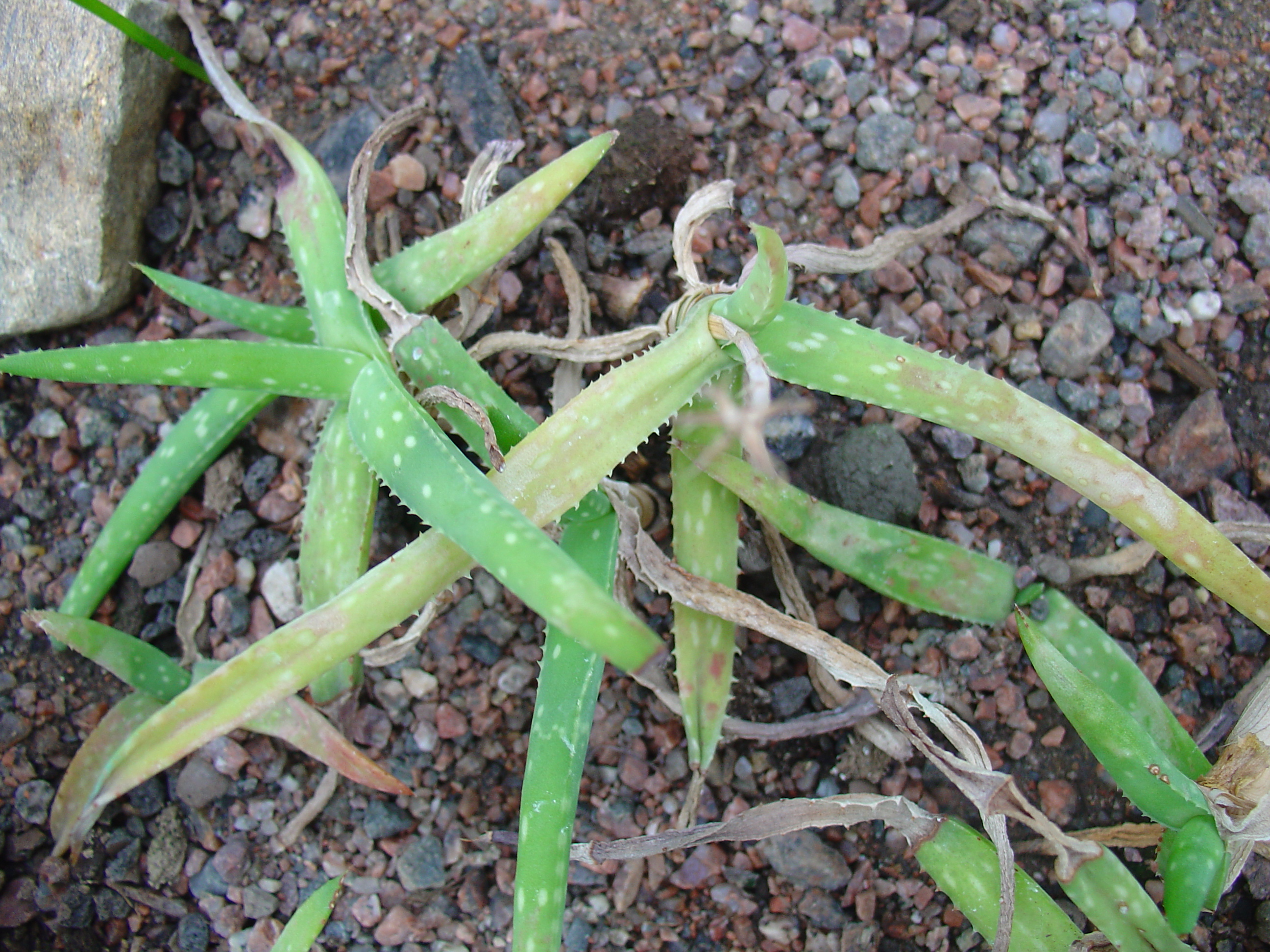
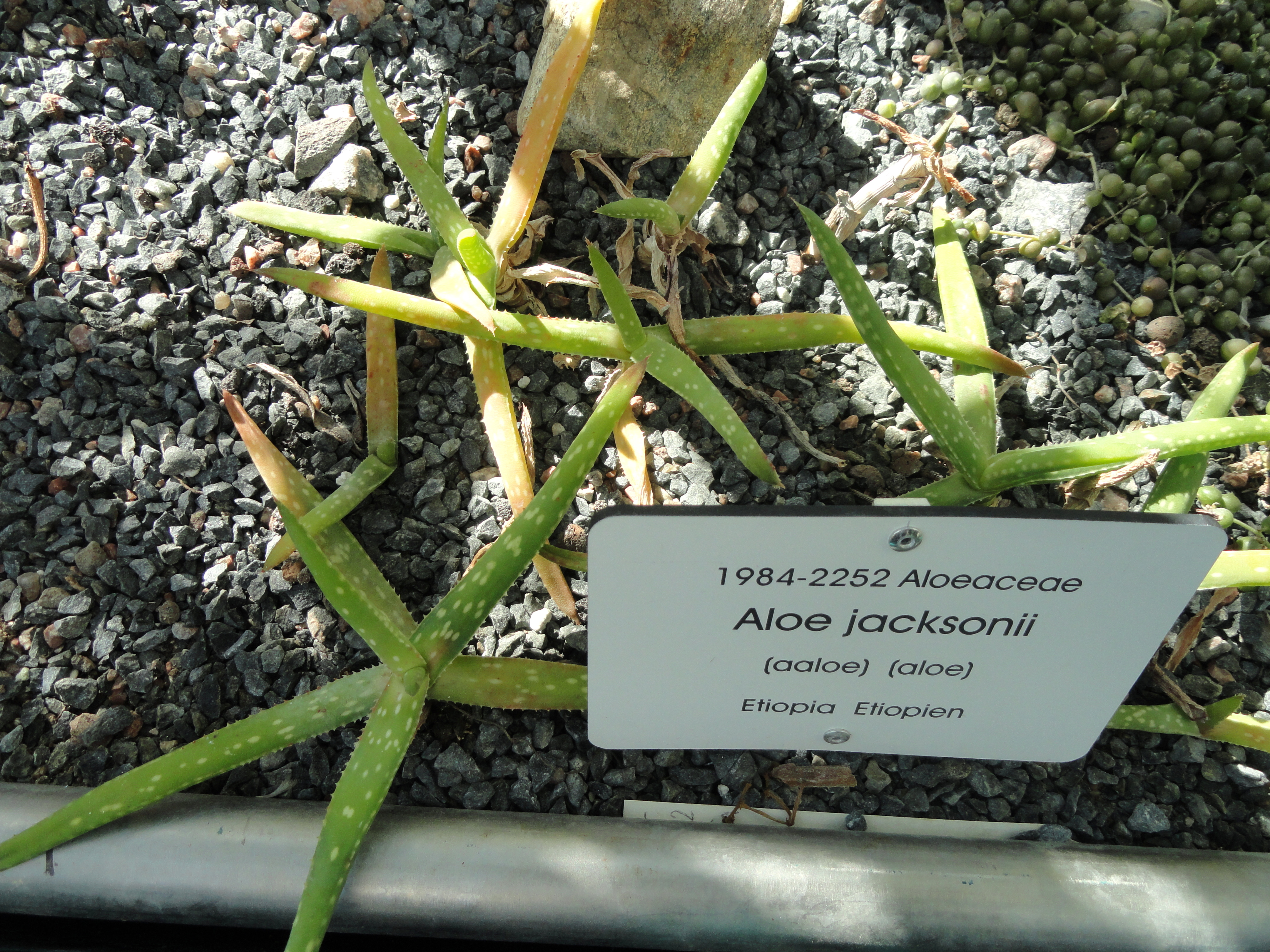